# 甘草店站
甘草店站是一个陇海线上的铁路车站，位于甘肃省榆中县甘草店乡，建于1952年，目前为四等站。现仅办理旅客乘降业务，不办理货运业务。